# Beyond Tomorrow
Beyond Tomorrow е песен от филма „Серпико“ (1973), с текст на Лари Кусик и музика на Микис Теодоракис.
Теодоракис и Кусик са номинирани за награди „Грами“ и БАФТА за саундтрака. Пери Комо, с участието на музикалната група The Ray Charles Singers, записва песента в студио на RCA (студио C) в Ню Йорк на 4 януари 1974 г.
Каталожните номера на издадените сингли с 45 оборота в минута са, както следва:
- САЩ: RCA Victor APB0-0225-A; обратна страна It All Seems to Fall Into Line
- Япония: RCA SS-2356; обратна страна It All Seems to Fall Into Line
- Обединено кралство: LPB0-7518 B (1974); обратна страна I Want to Give
- Боливия: RCA 9067; обратна страна I Want to Give